# 장충런
장충런(중국어 간체자: 张充仁, 정체자: 張充仁, 병음: Zhāng Chōngrén, 한자음: 장충인, 1907년 9월 27일 ~ 1998년 10월 8일)은 중국의 조각가이다. 벨기에 브뤼셀에서 미술을 전공하기 위해 유학 생활을 하던 도중에 《땡땡의 모험》으로 유명한 벨기에의 만화가인 에르제와의 인연을 형성한 것으로 유명하다.

## 어린 시절
장충런은 1907년에 청나라 상하이시 교외 쉬자후이(徐家匯)에서 정원사의 아들로 태어났다. 장충런은 어린 시절에 부모님을 여의고 투산완(土山灣)에 위치한 프랑스 예수회 고아원에서 성장했다. 장충런은 1914년에 고아원 산하 미술학교에 입학한 다음에 그림을 배우면서 서양 미술을 체계적으로 배웠다. 장충런은 1920년에 미술학교를 졸업하고 프랑스어를 배우기 시작했다.
장충런은 1928년에 학교를 졸업하고 영화 산업과 지역 신문에서 디자인 관련 업무를 맡았다. 장충런은 1931년에 벨기에 브뤼셀 왕립 예술 아카데미에서 유학 생활을 하기 위해 중국을 떠났고 오귀스트 로댕의 영향을 받은 조각 작품을 제작하기도 했다.

## 에르제에게 미친 영향
에르제의 《땡땡의 모험》은 초기 작품에서 코미디 효과에 대한 고정관념에 크게 의존했다. 여기에는 사악한 러시아의 볼셰비키, 게으르고 무지한 사하라 이남 아프리카, 그리고 갱단·카우보이·아메리카 원주민으로 이루어진 아메리카인이 포함되었다.
에르제는 《파라오의 시가》 연재가 마치는 신문에서 땡땡의 다음 모험인 《푸른 연꽃》에서 땡땡을 중국으로 데려갈 것이라고 언급했다. 이에 루뱅 가톨릭 대학교에서 중국 출신 학생들을 담당하던 사제인 고세 신부는 에르제에게 중국에 대한 작품은 주의하여 작성할 것을 촉구하는 편지를 썼는데 에르제가 동의하여 고세 신부는 1934년 봄에 에르제에게 장충런을 소개했다. 2명의 젊은 예술가는 금세 친해졌는데 장충런은 에르제에게 중국의 역사와 문화, 중국 미술의 기법을 소개하게 된다.
장충런과 에르제는 황도대의 별자리 및 관심사와 신념을 공유했다. 에르제는 심지어 장충런에게 《푸른 연꽃》에 대한 저작자로서의 권리를 주겠다고 제안했지만 장충런은 이를 거절했다. 이 경험의 결과로 에르제는 《푸른 연꽃》과 그 이후에 공개된 《땡땡의 모험》에서 땡땡이 방문한 장소들을 세심하게 정확하게 묘사하기 위해 노력했다. 예를 들어 《파라오의 시가》에서는 이상적인 인도의 마하라자와 영국의 관리들이 묘사되어 있는 반면에 《푸른 연꽃》에서는 1930년대에 중국을 점령하고 있던 일본의 군인들, 현지의 부패한 사업가·경찰 등과 같이 상하이에 대한 서양의 영향력에 의해 분열된 중국의 모습과 감정을 묘사하고 있다. 에르제는 장충런에 대한 감사의 표시로 《푸른 연꽃》에서 창총젠(Tchang Tchong-Jen)이라는 캐릭터를 추가했다.
에르제는 장충런과의 우정의 또 다른 결과로서 식민주의의 문제, 특히 일본 제국의 중국 대륙 침공, 부패하고 착취적인 상하이 조계의 문제를 점점 더 인식하게 되었다. 《푸른 연꽃》은 일본과 식민지 기업에 동조하는 서양의 지배적인 시각과는 달리 대담한 반제국주의 메시지를 담고 있다. 그 결과 일본의 외교관들이 벨기에 외무부에 항의하는 등 여러 진영의 날카로운 비판을 받았다.

## 중국으로의 귀환

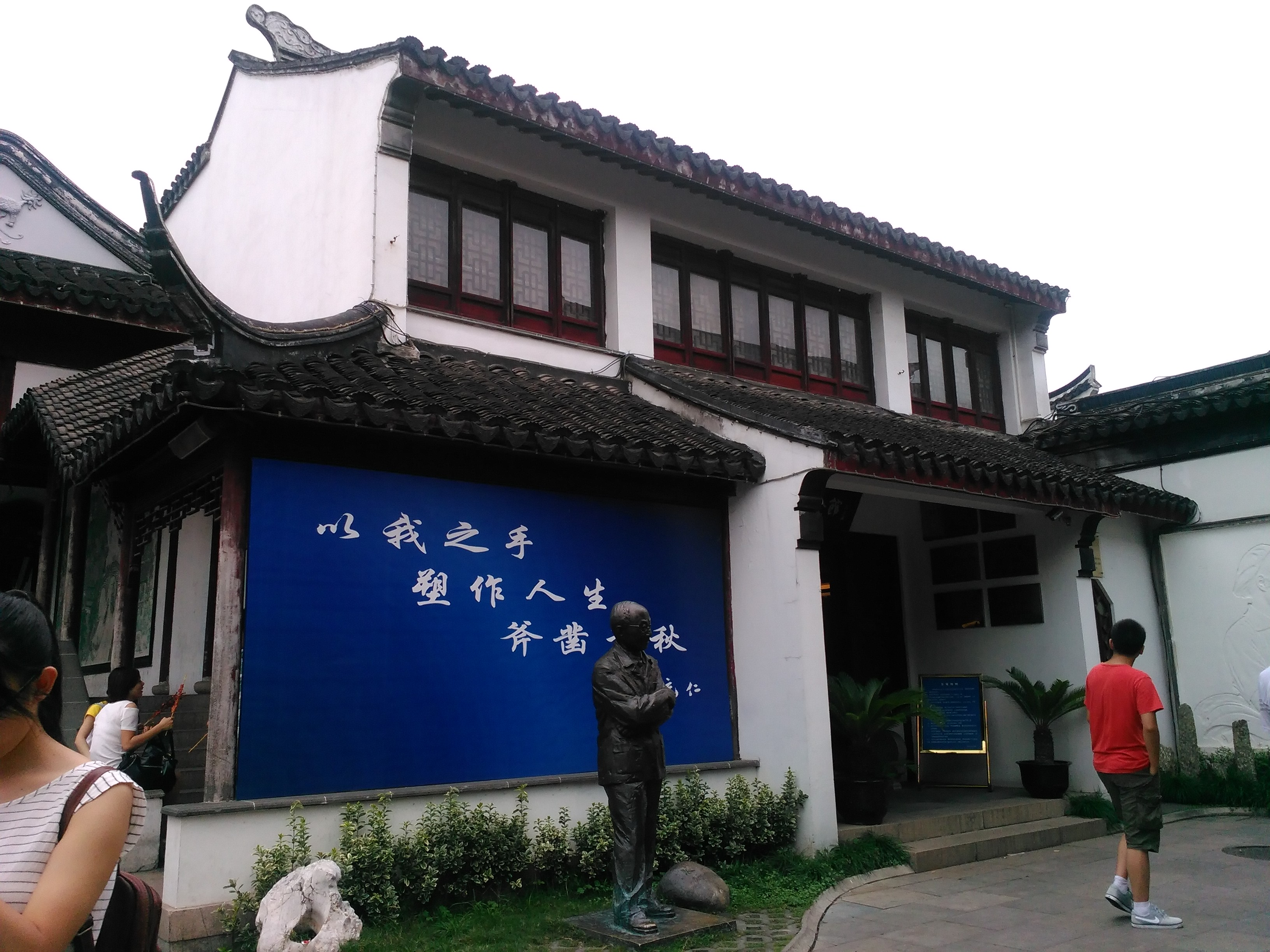
중국 상하이시에 위치한 장충런 기념관

1935년에 브뤼셀에서 학업을 마친 장충런은 중국으로 돌아가기 이전에 프랑스·영국·네덜란드·독일·오스트리아·이탈리아를 여행했다. 장충런은 1936년에 상하이로 돌아온 다음에 자신의 그림과 조각품들을 전시하는 많은 행사들을 열었다. 장충런은 또한 자신의 예술을 발전시키고 가르치기 위해 작업실을 설립했다.
에르제는 중일 전쟁의 도화선으로 여겨지는 일본 제국의 중국 대륙 침공과 이후 이어진 국공 내전을 계기로 장충런과의 연락이 끊겼다. 두 친구가 다시 만나기까지 40년 이상이 흘렀다. 인생 미러링 미술의 한 예로, 에르제는 《티베트의 땡땡》의 마지막 부분에서 주인공 땡땡이 가상의 장충런을 구출한지 수년이 지난 후에 자신의 오랜 친구인 장충런과의 접촉을 재개할 수 있었다. 장충런은 문화대혁명 기간 동안에 거리 청소부로 일하다가 1970년대에 상하이시의 미술 아카데미에서 원장으로 근무했다.
장충런은 1979년에 중국의 경제 자유화를 계기로 상하이시에 유화·조각 스튜디오 창작실 주임을 맡았을 정도로 중국의 미술계에서 널리 인정받았다. 장충런은 말년에 예술에 관한 여러 책의 편집자와 번역가로 활동했다. 장충런이 그린 초상화 가운데에는 중국의 최고 지도자인 덩샤오핑과 프랑스의 대통령인 프랑수아 미테랑의 초상화도 있다.
장충런은 1981년에 프랑스 정부의 초청으로 에르제와의 재회를 위해 유럽으로 돌아왔다. 장충런은 1989년에 프랑스 시민권을 취득했는데 미술을 전공하는 학생들을 가르치기 위해 파리 교외에 위치한 발드마른주 노장쉬르마른(Nogent-sur-Marne)에 정착했다. 장충런은 1998년에 노장쉬르마른에서 향년 91세를 일기로 사망했으며 중국 미술 협회를 비롯한 미술 단체, 중국·프랑스·벨기에·스위스·모나코 등에서 장충런에 대한 애도 성명이 공개되었다. 상하이시 치바오진에는 장충런 기념관이 세워졌다. 장충런의 많은 그림과 조각품들은 베이징시에 위치한 중국미술관과 중국인민혁명군사박물관에 소장되어 있다.